# Junya Koga
Junya Koga (古賀 淳也, Koga Jun'ya), né le 19 juillet 1987 à Saitama, est un nageur japonais, spécialiste des épreuves de dos crawlé (50 et 100 m). Étudiant à l'Université Waseda, il devient en 2009 le premier champion du monde japonais du 100 m dos.

## Biographie

### Débuts
Junya Koga fait une apparition en 2003 à 15 ans lors des Championnats de Nouvelle-Galles du Sud en Australie. L'année 2004, il voyage en Europe à l'occasion du Mare Nostrum. Lors des Championnats pan-pacifiques juniors de 2005 organisés en janvier à Hawaï, il prend le dessus sur l'Australien Andrew Lauterstein et remporte le 100 m dos en 56 s 33. Trois mois plus tard, il termine à la troisième place du 50 m dos des Championnats du Japon sélectifs pour les Championnats du monde, auxquels il ne participe puisque seuls les deux premiers sont qualifiables. La même année, il remporte deux médailles lors des Championnats du Sud-Est asiatique à Macao, en prenant la deuxième place sur 50 m dos et 50 m nage libre, nouveaux records personnels à la clé.

### Performances nationales
En avril 2006, il décroche la médaille d'argent du 50 m dos derrière Tomomi Morita lors des championnats nationaux. Sélectionné en équipe nationale lors des Jeux asiatiques de Doha, il gagne la médaille d'or du 50 m dos en 25,40 secondes. L'année suivante, il participe pour la première fois aux Championnats du monde en s'alignant sur 50 m dos. Qualifié en finale, il termine septième en 25 s 56, près de six dixièmes de seconde derrière le vainqueur, le Sud-africain Gerhard Zandberg. Quelques jours plus tard, il enlève à Narashino son premier titre de champion du Japon en remportant le 50 m dos. Plus tard dans l'année, il termine deuxième du 50 m lors de l'Universiade organisée en Thaïlande, un centième de seconde derrière l'Allemand Helge Meeuw.
Il rate la qualification pour les Jeux olympiques d'été de 2008 en prenant la quatrième place du 100 m dos lors des sélections olympiques japonaises. À cette occasion, Junya Koga porte une combinaison du sponsor officiel de la Fédération japonaise Mizuno, quand d'autres comme la tête d'affiche de la natation japonaise Kosuke Kitajima porte la nouvelle LZR Racer de Speedo. L'année suivante, il se révèle sur 100 m dos en remportant le titre national et en s'emparant du record national en 52 s 87, le troisième temps de l'histoire le positionnant parmi les favoris pour le titre mondial mis en jeu en juillet à Rome lors des Championnats du monde. De même, il améliore son record national du 50 m dos en 24 s 45, approchant de 12 centièmes de seconde le record du monde de l'Américain Randall Bal. Quelque temps plus tard, il participe au Duel in the Pool australo-japonais sur 100 m dos mais perd son record national au profit de Ryosuke Irie, premier devant Koga.

### Champion du Monde 2009
Fin juillet 2009, il dispute les mondiaux. Qualifié en finale du 100 m, il remporte la médaille d'or en battant le record d'Asie en 52 s 26, 28 centièmes devant l'Allemand Helge Meeuw et l'Espagnol Aschwin Wildeboer. Il succède à l'Américain Aaron Peirsol triple champion du monde en titre et éliminé en demi-finale. Sur 50 m dos, il prend la deuxième place en finale derrière le Britannique Liam Tancock en 24 s 24.

### 2018: Contrôle antidopage positif
La Fédération japonaise de natation (JSF) annonce le mercredi 23 mai 2018 que Junya Koga a été contrôlé positif à des substances interdites favorisant le développement de la masse musculaire lors d'un contrôle hors compétition effectué en mars 2018.

## Palmarès

### Championnats du monde
- Championnats du monde 2009 à Rome (Italie) :
  -  Médaille d'or du 100 m dos.
  -  Médaille d'argent du 50 m dos.
- Championnats du monde 2017 à Budapest (Hongrie) :
  -  Médaille d'argent du 50 m dos.
- Championnats du monde en petit bassin 2016 à Windsor (Canada) :
  -  Médaille d'or du 50 m dos.
  -  Médaille de bronze au titre du relais 4 × 50 m nage libre.
  -  Médaille de bronze au titre du relais 4 × 100 m quatre nages.
  -  Médaille de bronze au titre du relais 4 × 50 m quatre nages mixte.

## Records

### Records personnels
Ces tableaux détaillent les records personnels de Junya Koga en grand bassin au 30 juillet 2009.
| Épreuve   | Temps   | Compétition                | Lieu         | Date       |
| 50 m dos  | 24 s 24 | Championnats du monde 2009 | Rome, Italie | 02/08/2009 |
| 100 m dos | 52 s 26 | Championnats du monde 2009 | Rome, Italie | 28/07/2009 |